# Ottheinricheinband

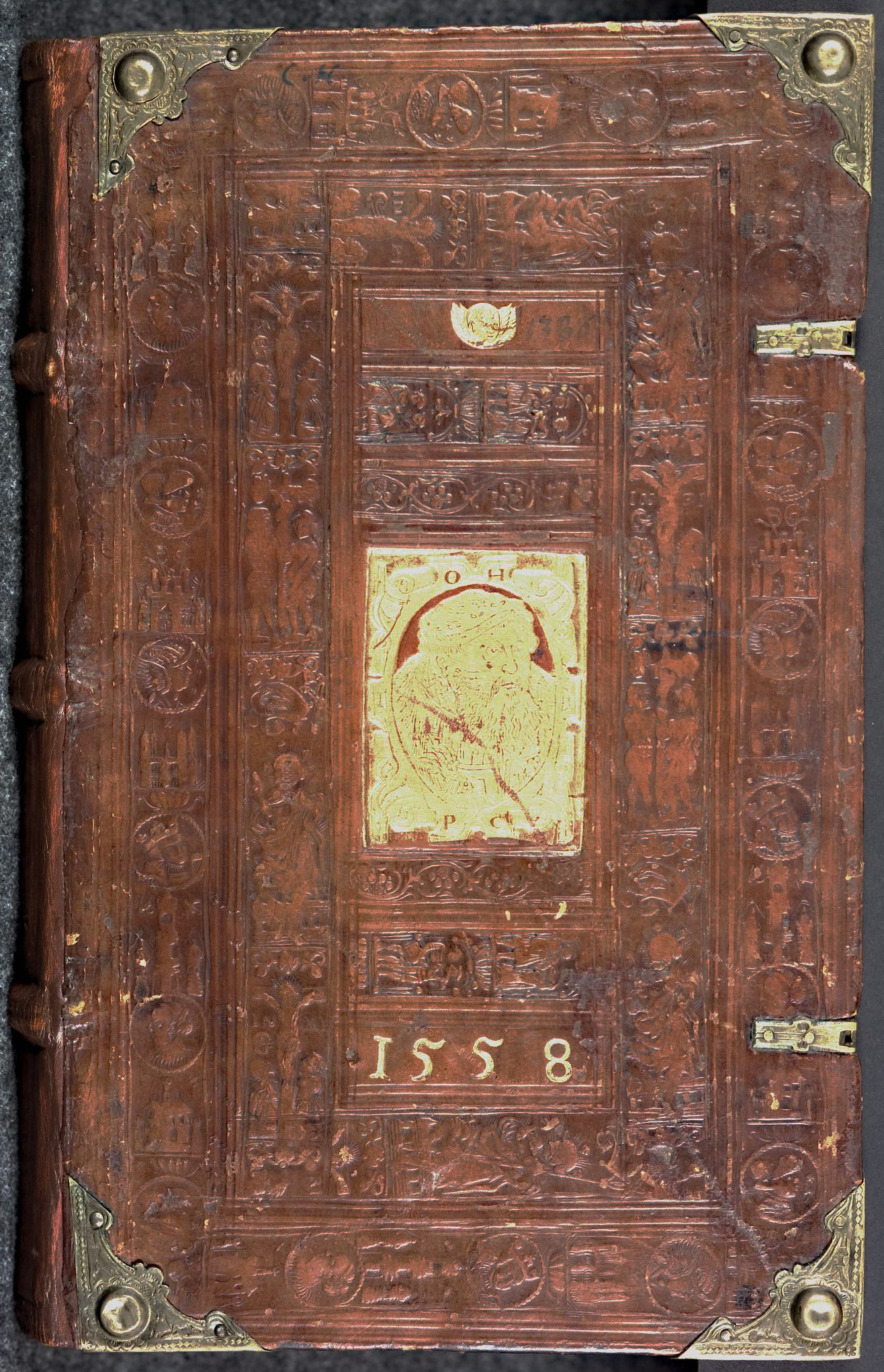
Ottheinricheinband der Heidelberger Liederhandschrift (1558)

Als Ottheinricheinband werden Bucheinbände bezeichnet, die eigens für den Pfalzgrafen und Kurfürsten Ottheinrich von der Pfalz (1502–1559) in den Jahren von 1546 bis 1559 angefertigt wurden.

## Geschichte
Die ersten Ottheinricheinbände werden in die Weinheimer Zeit (seit 1546) des Pfalzgrafen und Herzogs datiert. Zuvor wurden die Einbände des leidenschaftlichen Büchersammlers erst nachträglich als sein persönliches Eigentum gekennzeichnet. So zeigt ein Feldtbuch der Wundarzney das Wappen Ottheinrichs, die abgekürzte Devise „MDZ“ (Mit der Zeit), sein Monogramm „OHP“ (Ottheinrich Herzog Pfalzgraf) und die Jahreszahl des Zugangs (1540) in seine Bibliothek. Dagegen wurde die Ausschmückung des Ledereinbands nach den Vorstellungen des Buchbinders gestaltet.
Nach 1546, in der zweiten Neuburger Regierungszeit (seit 1552) und in der Entstehungszeit der eigentlichen Bibliotheca Palatina (1556–1559) wurden die Bucheinbände des Fürsten einheitlich gestaltet. 1550 wurden für den aus Görlitz stammenden Buchbinder Jörg Bernhard die Richtlinien für die Einbandgestaltung in seiner Bestallungsurkunde festgelegt. Als weiterer Buchbinder kommt der Heidelberger Petrus Betz (seit 1546) in Frage.

## Beschreibung
Der Ottheinricheinband hat zwei stabile Holzdeckel, die mit braunem, seltener auch mit rotem oder schwarzem Kalbsleder bezogen wurden. Supralibros auf der Vorderseite ist ein vergoldetes Bruststück des Fürsten in vergoldetem Rahmen mit dem Monogramm „OH PC“ (Ott Heinrich Palatinus Comes), der Kopf eines Putto und die Jahreszahl des Bindens sind ebenfalls vergoldet.  Der hintere Deckel zeigt das vergoldete (kur)fürstliche Wappen (mit dem Reichsapfel als Zeichen der Kurwürde). Das Leder des Einbands wurde eingeweicht und durch Streicheisen und Rollenstempeln mit Linien und Negativreliefs verziert. Ein breiterer Stempel des Einbands wird als Salvatorrolle bezeichnet, da er u. a. eine Auferstehungsszene zeigt. Buchschließen und metallene Eckbeschläge, seinerzeit als Spenglin und Bucklen bezeichnet, runden den Einband harmonisch ab.
Metzger vergleicht die Bedeutung des Ottheinricheinbands in der Einbandforschung mit der des Ottheinrichsbaus für die deutsche Architektur der Renaissance.